# Josefa Ortiz de Domínguez, Chicomuselo
Josefa Ortiz de Domínguez är en ort i Mexiko.   Den ligger i kommunen Chicomuselo och delstaten Chiapas, i den sydöstra delen av landet, 800 km sydost om huvudstaden Mexico City. Josefa Ortiz de Domínguez ligger 580 meter över havet och antalet invånare är 366.
Terrängen runt Josefa Ortiz de Domínguez är platt åt nordost, men åt sydväst är den kuperad. Josefa Ortiz de Domínguez ligger nere i en dal. Runt Josefa Ortiz de Domínguez är det ganska glesbefolkat, med 34 invånare per kvadratkilometer. Närmaste större samhälle är Frontera Comalapa, 17,9 km sydost om Josefa Ortiz de Domínguez. Omgivningarna runt Josefa Ortiz de Domínguez är en mosaik av jordbruksmark och naturlig växtlighet.